# Drimia incerta
Drimia incerta är en sparrisväxtart som beskrevs av Auguste Jean Baptiste Chevalier och John Hutchinson. Drimia incerta ingår i släktet Drimia och familjen sparrisväxter. Inga underarter finns listade i Catalogue of Life.